# Christine Todd Whitman

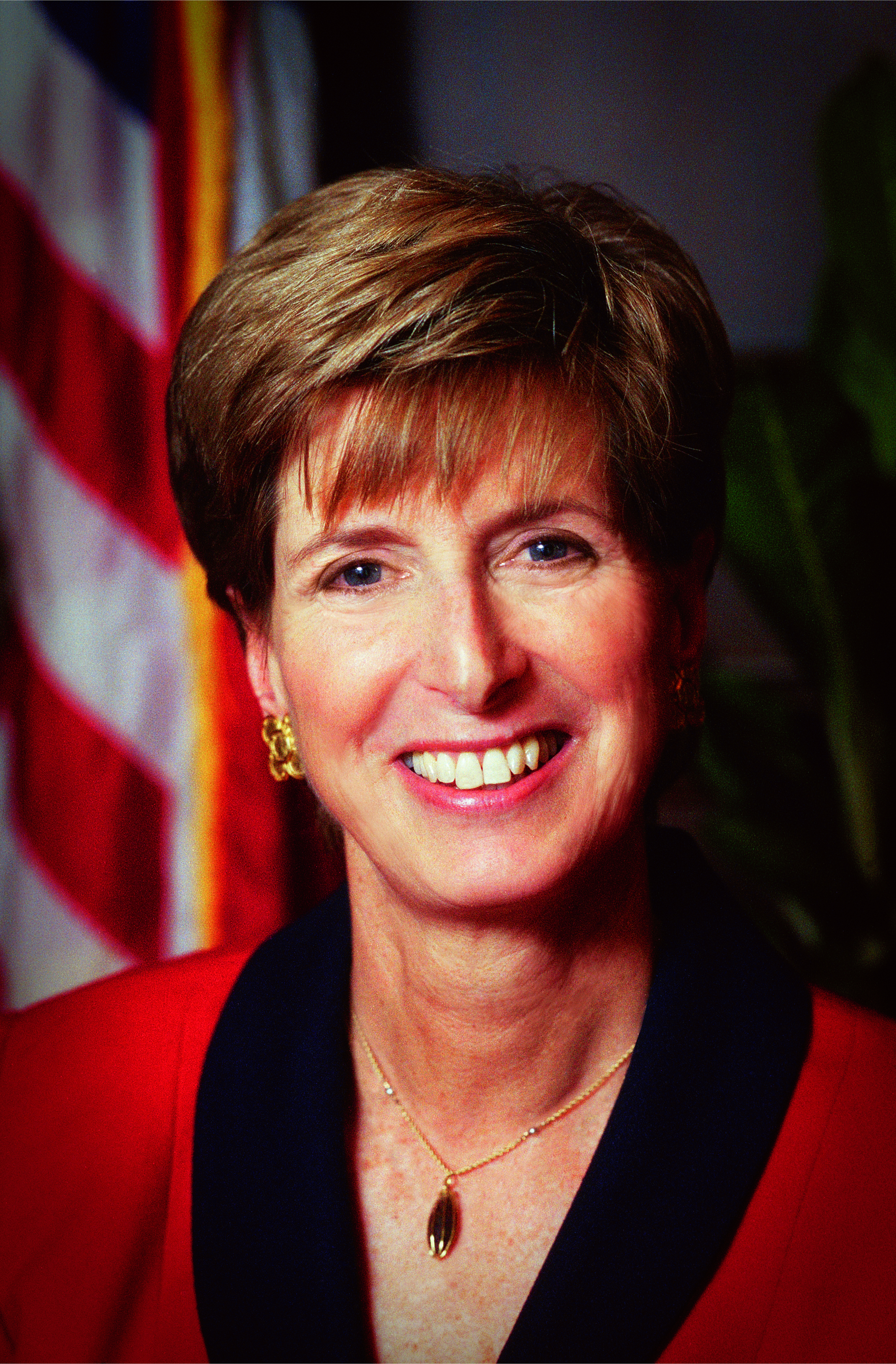
Christine Todd Whitman (2001)

Christine Todd „Christie“ Whitman (* 26. September 1946 in New York City) ist eine US-amerikanische Politikerin (Republikanische Partei) und Autorin, die als 50. Gouverneurin von New Jersey und als Umweltministerin im Kabinett von US-Präsident George W. Bush bis 2003 diente.

## Jugend und Familie
Whitman entstammt zwei Familien, die eng mit der Politik New Jerseys verbunden waren – einerseits die Todds und andererseits die Schleys. Durch ihre Ehe ist sie auch mit den politisch aktiven Whitmans aus New York verwandt. Ihr Ehegatte ist John R. Whitman, ein prominenter Private-Equity-Investor, mit dem sie zusammen zwei Kinder hat. John Whitmans Großvater war der ehemalige Gouverneur von New York, Charles S. Whitman. Ihr eigener mütterlicher Großvater, Reeve Schley, war Mitglied der „Wolf's Head“-Geheimgesellschaft bei der Yale University. Whitman behält ihren Geburtsnamen, Todd, als Namensbestandteil bei, auch um eine Verbindung zu anderen Republikanern (nämlich die Bush-Familie) nach außen darzustellen. Ihr Bruder, Webster B. Todd, heiratete Sheila O’Keefe, die Stieftochter von James Wear Walker, dessen Schwester, Dorothy Walker Bush, die Mutter von George Bush war.
Whitman wuchs im Hunterdon County auf und besuchte die Chapin School in Manhattan. Sie studierte am Wheaton College in Massachusetts, wo sie 1968 einen Bachelor in Politikwissenschaft erwarb, und arbeitete anschließend für den Präsidentenwahlkampf von Nelson A. Rockefeller.

## Politische Karriere

### Anfänge
Während der Nixon-Regierung arbeitete Whitman im Office of Economic Opportunity unter der Leitung von Donald Rumsfeld. Sie hat auch eine Rundreise des Republican National Committee durch das Land koordiniert, war stellvertretende Leiterin des Verbindungsbüros des US-Bundesstaats New York in der Bundeshauptstadt Washington, und hat zum Thema Alterung sowohl für den Nixon-Wahlkampf als auch für die Nixon-Regierung gearbeitet.
In den 1980er Jahren wurde sie in der Politik des Somerset County aktiv und wurde zum Aufsichtsrat des Somerset County College (heute Raritan Valley Community College) ernannt. Zu zwei Amtszeiten als Mitglied des Somerset County Board of Chosen Freeholders diente sie als stellvertretende Vorsitzende und dann als Vorsitzende dieses Gremiums. In dieser Funktion setzte sie sich dafür ein, das neue „Courthouse“ fertigzustellen. 1988 bis 1990 war sie Vorsitzende des New Jersey Board of Public Utilities in der Regierung des Gouverneurs Thomas Kean.
1990 kandidierte Whitman für den Senat der Vereinigten Staaten gegen Amtsinhaber Bill Bradley und verlor knapp. Die Niederlage war erwartet, weil Bradley sich einer großen Beliebtheit erfreute. Während ihres Wahlkampfes kritisierte Whitman die vom damaligen Gouverneur James Florio vorgeschlagene Erhöhung der Einkommensteuer; Bradley nahm zu dieser Frage – für die als Thema der Landespolitik er als Senator des Bundes nicht zuständig wäre – keine Stellung.

### Gouverneurin von New Jersey
Whitman kandidierte 1993 gegen Amtsinhaber James Florio für das Gouverneursamt und erhielt dabei einen Prozentpunkt der abgegebenen Stimmen mehr als Florio. Damit wurde sie die erste Frau in der Geschichte New Jerseys, die dieses Amt einnahm. 1997 gelang es ihr, wieder gewählt zu werden; auch diesmal betrug ihr Vorsprung gegenüber ihrem Rivalen (diesmal Jim McGreevey, Bürgermeister von Woodbridge Township) nur einen Prozentpunkt.
Als Gouverneurin versäumte es Whitman, das staatliche Pensionssystem voll aus dem laufenden Haushalt zu finanzieren; stattdessen ließ sie Kredite aufnehmen, um eine Steuererhöhung zu vermeiden. Whitmans Vorgänger nahmen zwar einen anderen Ansatz in Bezug auf das Pensionssystem, aber in den letzten 15 Jahren haben Gouverneure beider Parteien Milliarden Dollar aus dem Pensionssystem für andere staatliche Zwecke umgeleitet.
1996 lehnte Whitman die Empfehlung eines von ihr eingesetzten Beirats ab, Nadelaustauschprogramme als Maßnahme gegen HIV-Infektionen zuzulassen. 1997 reduzierte sie den Mehrwertsteuersatz in New Jersey um einen Prozentpunkt, um eine Erhöhung durch ihren Amtsvorgänger, Florio, rückgängig zu machen.  1999 legte Whitman Veto gegen einen Gesetzentwurf ein, der eine selten gebrauchte Methode der Abtreibung verbot. Das Landesparlament überstimmte ihr Veto, aber das Landesgesetz wurde später für verfassungswidrig befunden.
Im Jahre 2000, unter der Regierung Whitmans, fiel die Zahl der Verletzungen des Bundesstandards für einstündige Luftqualität im Hinblick auf Ozon am Bodenniveau auf 4. Noch 1988 hatte diese Zahl 45 betragen. Auch die Zahl der umweltbedingten Strandsperrungen fiel auf ein Rekordtief, und der Staat wurde vom Natural Resources Defense Council wegen seines Strandmonitoringsystems anerkannt, weil dies das umfassendste der Nation war.

### Bundesumweltministerin
Whitman wurde 2001 vom neu gewählten Präsidenten George W. Bush als Umweltministerin ernannt. In dieser Rolle beanstandete sie die Gültigkeit eines von der Bundesregierung in Auftrag gegebenen Berichtes, der einen menschengemachten Beitrag zur globalen Erwärmung unterstellte.
Zweimal trat Whitman in New York City nach den Angriffen des 11. Septembers auf, um den New Yorkern zu sagen, dass die Toxine, die durch die Angriffe freigesetzt wurden, keine Bedrohung für ihre Gesundheit darstellten.
Am 27. Juni 2003, nach mehreren öffentlichen Konflikten mit der Bush-Regierung, trat Whitman von ihrer Kabinettsposition zurück, um mehr Zeit mit ihrer Familie verbringen zu können. In einem späteren Interview behauptete Whitman, dass Vizepräsident Dick Cheneys unnachgiebige Haltung bezüglich der Lockerung von Luftverschmutzungskontrollen, und nicht die persönlichen Gründe, die sie damals genannt hatte, für ihren Rücktritt maßgeblich waren.

## Politische Philosophie
Im Frühjahr 2005 veröffentlichte Whitman ein Buch mit dem Titel: It's My Party, Too: Taking Back the Republican Party... And Bringing the Country Together Again. Darin kritisierte sie die Politik und die Wahlkampftaktik der Bush-Regierung, die sie als schädlich für den nationalen Zusammenhalt betrachtete. Whitman dementierte, dass sie vorhabe, 2008 für das Amt der US-Präsidentin zu kandidieren. Sie bildete ein „political action committee“, das den Namen „It's My Party Too-PAC“ (IMP-PAC) trug; damit beabsichtigte sie, moderate Republikaner auf allen Ebenen des Föderalismus bei ihren Wahlkämpfen 2006 und 2008 zu unterstützen. Ihr PAC arbeitete dabei mit der Republican Main Street Partnership, The Wish List, den Republican Majority for Choice, Republicans for Choice, Republicans for Environmental Protection sowie den Log Cabin Republicans zusammen. Letztendlich kam die IMP-PAC (laut ihrer eigenen Webseite) unter die Kontrolle der Republican Leadership Council.
Im US-Präsidentschaftswahlkampf 2024 unterstützte Whitman die Kampagne Republicans for Harris.